# Charles Boyer
Cet article possède un paronyme, voir Charles Joseph Boyé.
Pour les articles homonymes, voir Charles Boyer (homonymie) et Boyer.
Charles Boyer, né le 28 août 1899 à Figeac (Lot) et mort le 26 août 1978 à Phoenix (Arizona), est un acteur franco-américain. Après avoir commencé sa carrière en France, il devient l'un des acteurs français les plus célèbres à Hollywood durant les années 1930 et 1940. Se montrant aussi à l'aise dans les mélodrames, Le Jardin d'Allah (1936), Casbah (1938) et Elle et lui (1939), que dans les thrillers, Hantise (1944), il est nommé à quatre reprises à l'oscar du meilleur acteur.

## Biographie

### Enfance
Fils unique, Charles Boyer naît prématurément le 28 août 1899, boulevard Labernade à Figeac. Son père, Maurice Boyer tient un commerce familial de moissonneuses-batteuses, fourneaux de cuisine et faucheuses (créé en 1812) et sa mère, Louise, est mère au foyer. Dès son plus jeune âge, il a l'habitude de s'installer sur le comptoir où il récite des poésies ou des tirades pour amuser les clients. En 1909, son père décède brutalement et sa mère tient malgré tout à ce qu'il bénéficie d'une éducation bourgeoise, notamment par le biais de cours de violon. Peu de temps après, il assiste pour la première fois à une pièce de théâtre, Samson, dans laquelle se produit le comédien Lucien Guitry. Impressionné par son talent, il fait alors le vœu de devenir acteur, au grand désarroi de sa mère,.
En 1914, la guerre éclate. Au cours de ces années noires, Figeac accueille des soldats convalescents. Pour les distraire, Charles Boyer crée et joue des spectacles. En 1917, à 19 ans, il obtient son baccalauréat. Diplôme en poche, il part pour Paris et s'inscrit à la Sorbonne. À l'occasion de vacances universitaires, il rencontre, à Figeac, Raphaël Duflos, qui tourne un film dans la région (Au travail, d'après Émile Zola, tourné à Decazeville). C'est son premier contact avec le cinéma.

### Débuts et consécration
Après avoir suivi le conservatoire, Charles Boyer commence sa carrière par le théâtre. Mais c'est au cinéma, en France, notamment grâce à Marcel L'Herbier, puis à Hollywood, qu'il connaît ses plus grands succès comme « jeune premier » au cours des années 1920 et 1930.[réf. nécessaire].
Dans un entretien avec Armand Panigel en 1972, Fritz Lang déclare que Boyer n'a jamais été meilleur que dans le Liliom qu'il lui a fait tourner lors de son escale en France, en 1934. En effet, la gouaille et le dynamisme juvénile de ce rôle de petit voyou, finalement attendrissant, révèlent une face méconnue, et peu exploitée par la suite, du talent de l'acteur, ici presque à contre-emploi.[réf. nécessaire]
En 1934, il épouse une jeune actrice britannique, Pat Paterson, rencontrée quelques semaines plus tôt lors d'une soirée entre deux tournages de Caravane et neuf ans plus tard, ils deviendront les parents d'un unique fils, Michael Charles Boyer dont la vie sera malheureusement courte à cause d'un désespoir d'amour.
En 1938, il décroche le fameux rôle de Pépé le Moko, le voleur en fuite dans Casbah, un remake en langue anglaise du film français Pépé le Moko avec Jean Gabin, son grand rival. Bien que dans le film Boyer n'ait jamais dit à Hedy Lamarr « Viens avec moi à la Casbah », cette réplique moquant son accent français est présente dans la bande annonce du film. La phrase lui collera à la peau à la suite des parodies des Looney Tunes,. Le rôle de Boyer dans Pépé Le Moko est déjà célèbre quand l'animateur Chuck Jones, responsable du personnage de Pépé le putois, la mouffette rayée romantique (et non un putois), apparaît pour la première fois en 1945 dans Odor-able Kitty. L'accent de Boyer est également parodié dans les dessins animés de Tom et Jerry, notamment lorsque Tom essayait de courtiser une chatte (voir The Zoot Cat).[réf. nécessaire]. Ce rôle d'amoureux malgré lui le suivra toute sa carrière.
Durant les années 1930 et 1940, il est une grande vedette et les studios se l'arrachent. Figure de la colonie française expatriée de l'époque (Jean Renoir, Jean-Pierre Aumont, Julien Duvivier...), il est dédaigné par Jean Gabin qui ne s'en cache pas et « trouve cette célébrité usurpée ».

### Années de guerre
Le 13 février 1942, il obtient la citoyenneté américaine. Peu disert sur ce sujet, Charles Boyer explique qu'il ne se sentait plus « en Amérique » mais « d'Amérique ». Si certains biographes rappellent que sa femme, Pat Paterson, avait exprimé en 1936, lors d'une interview accordée au magazine Picture Play (en), sa crainte de voir son mari être mobilisé pour la guerre qui se profilait, d'autres (Chassagnard, Brunelin) excluent l'hypothèse d'une échappatoire au rappel sous les drapeaux. En effet, exempté de service militaire (étant orphelin de père), il revient à Figeac en 1939 pour s'engager dans l'armée. Il devient ainsi artilleur au 32e régiment d'artillerie coloniale mixte à Agen et est affecté à la défense des fortifications de la ligne Maginot. Au bout de onze semaines, il est démobilisé par le président du conseil, Édouard Daladier, qui lui demande de retourner aux États-Unis pour convaincre ses amis américains du show-business du bienfondé de cette guerre,. Surpris par l'armistice, il est frappé par l'appel du 18 Juin de Charles de Gaulle, qu'il enregistre en anglais pour des radios américaines, et décide de soutenir la France libre,. Peu de temps après, il fonde un centre intellectuel à Los Angeles à partir des six cents volumes de sa bibliothèque, la French Research Foundation, qui en 1945 comptait plus de quinze mille livres. Ce don de sa part avait pour mission en période de guerre d'incarner l'esprit français aux États-Unis. Durant la même période, il participe à la création et au financement du « French War Relief Committee » (Comité français de secours de guerre).

### Fin de carrière
Les plus grandes actrices de son époque sont ses partenaires : Bette Davis (L'Étrangère), Greta Garbo (Marie Walewska), Marlene Dietrich (Le Jardin d'Allah), Katharine Hepburn (Coeurs brisés), Danielle Darrieux (Mayerling, Madame de...), Irene Dunne (Elle et lui), Olivia de Havilland (Par la porte d'or), Ingrid Bergman (Hantise, Nina), Michèle Morgan (Maxime). Dans son autobiographie, Ma vie, Ingrid Bergman a dit de lui : « C'était l'élégance et la courtoisie personnifiées ». Il continue d'avoir des rôles jusqu'à sa mort, mais avec un succès moindre.[réf. nécessaire].

### Drame familial
Le 22 septembre 1965, son fils unique, Michael Charles Boyer, né le 9 décembre 1943, dont la mère est l'actrice anglaise Pat Paterson, se suicide d'une balle dans la tête en jouant à la roulette russe dans sa chambre à son domicile de Beverly Hills. Sa petite amie Marilyn Campbell, 22 ans, venait de lui annoncer qu'elle le quittait. Charles Boyer se trouve alors à Paris.

### Mort
Le 26 août 1978, Charles Boyer se suicide à l'aide d'une dose mortelle de barbituriques, deux jours après le décès de sa femme, l'actrice Pat Paterson, des suites d'un cancer, et deux jours avant de fêter son 79e anniversaire. Il est enterré au cimetière Holy Cross à Los Angeles.

## Filmographie

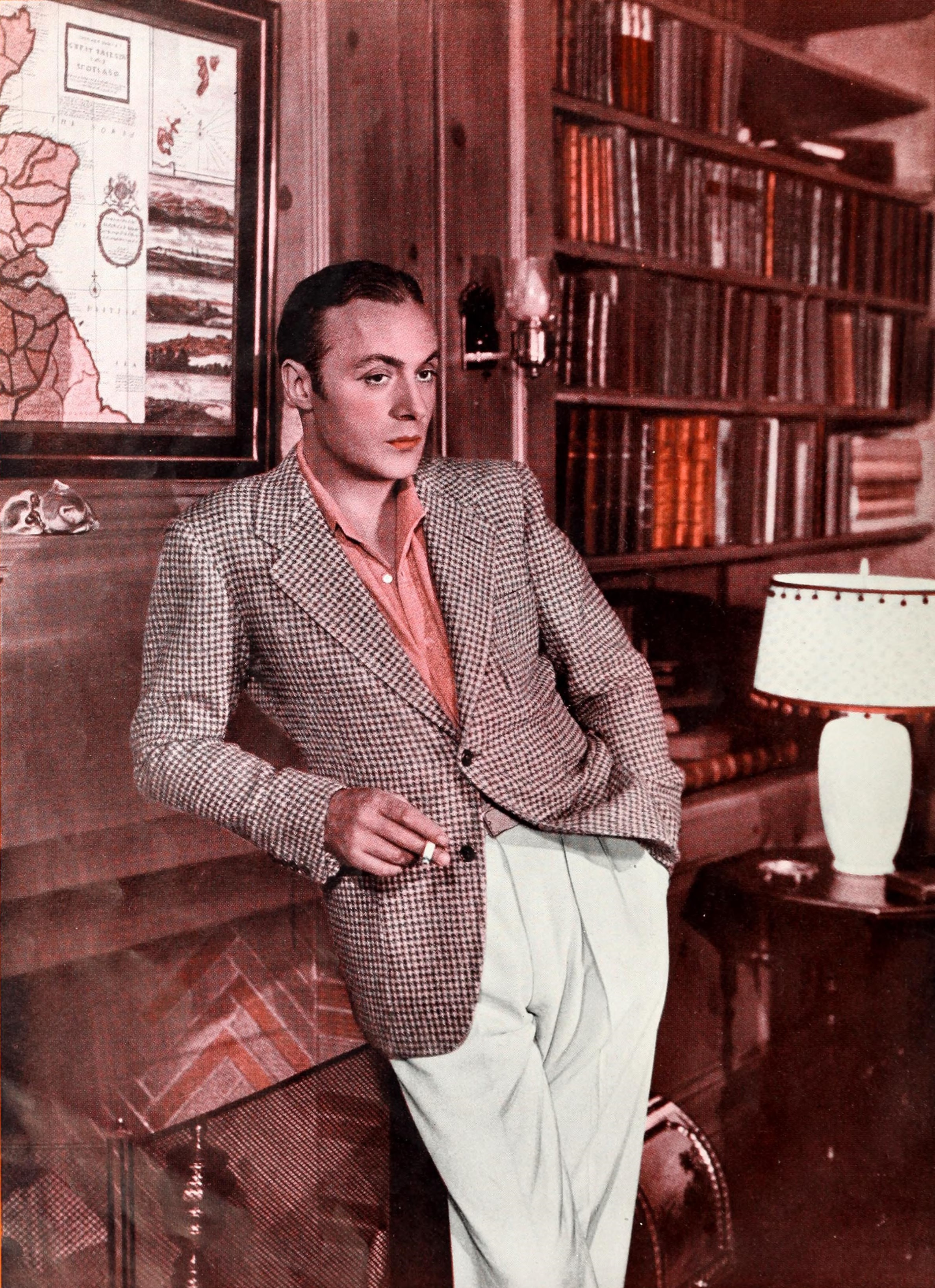
Charles Boyer, photo parue dans Photoplay, juin 1936.

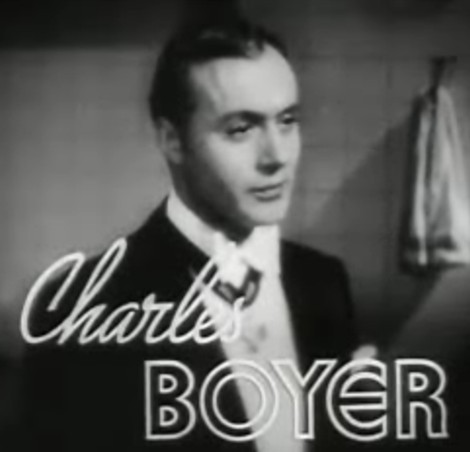
Dans Cette nuit est notre nuit (1937)

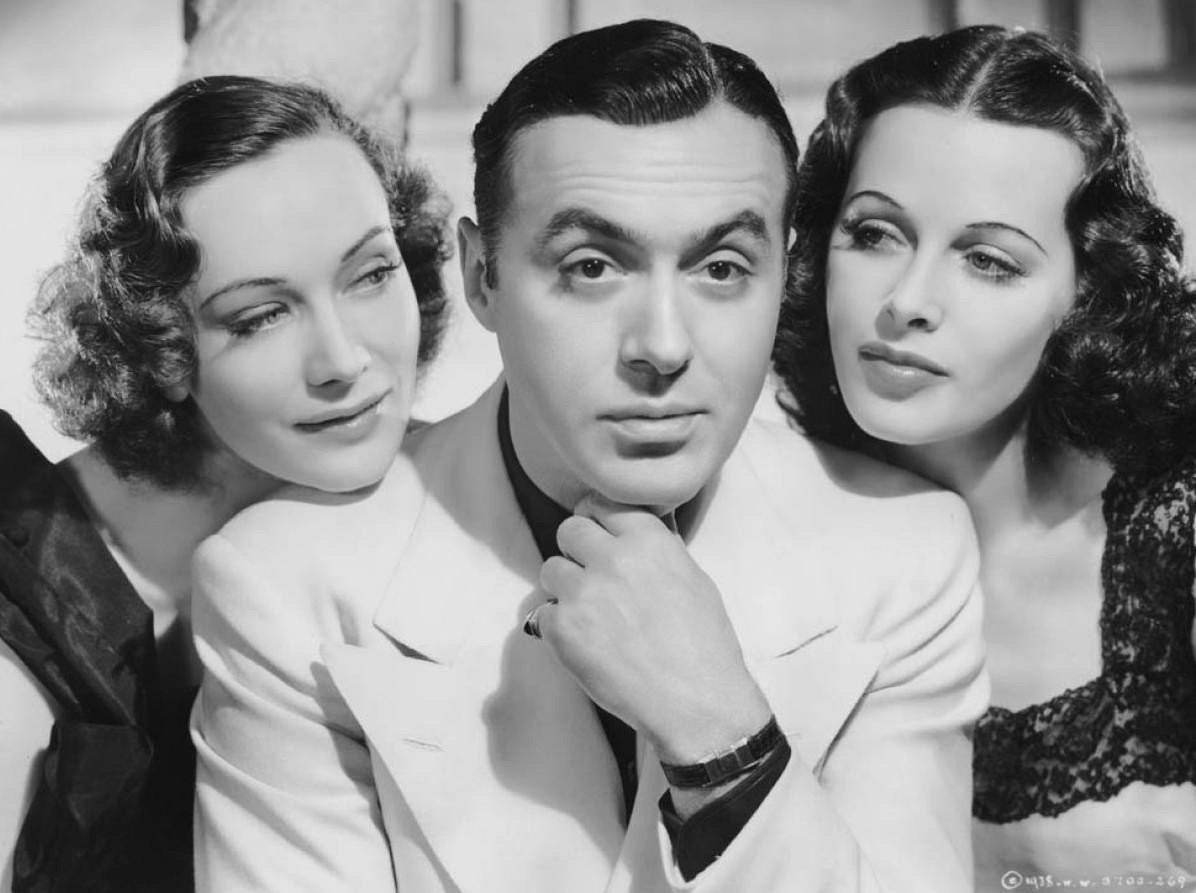
Charles Boyer avec Sigrid Gurie et Hedy Lamarr dans Casbah (1938)

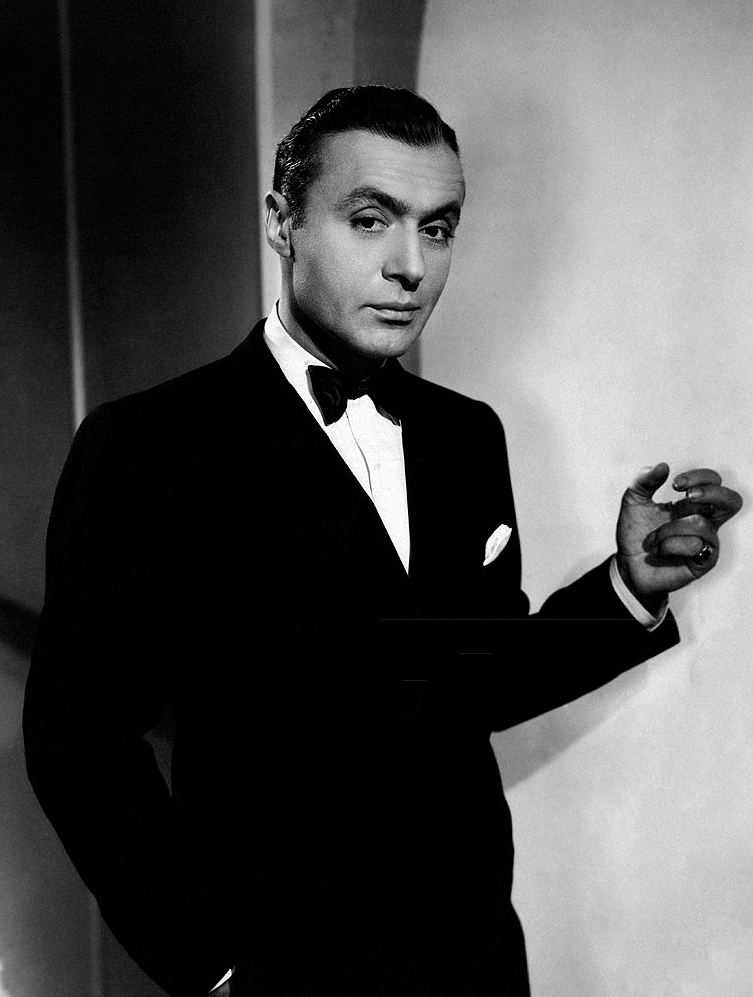
Charles Boyer dans Elle et lui (1939)

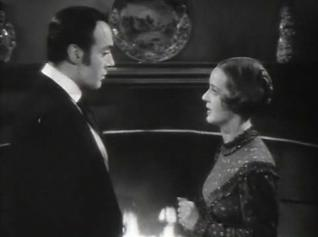
Charles Boyer et Bette Davis dans L'Étrangère (1940)

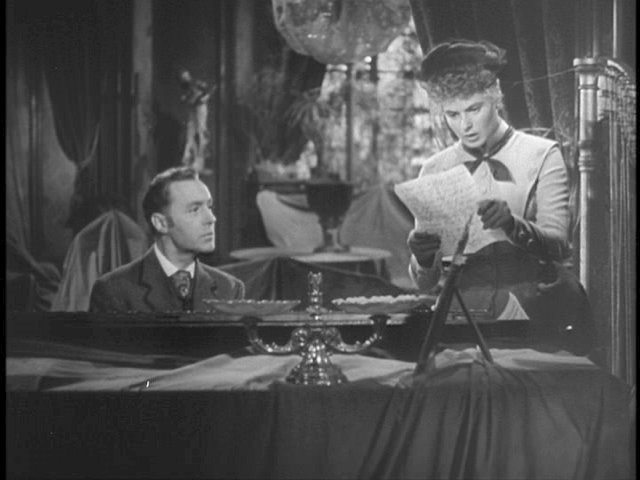
Charles Boyer et Ingrid Bergman dans Hantise (1944)

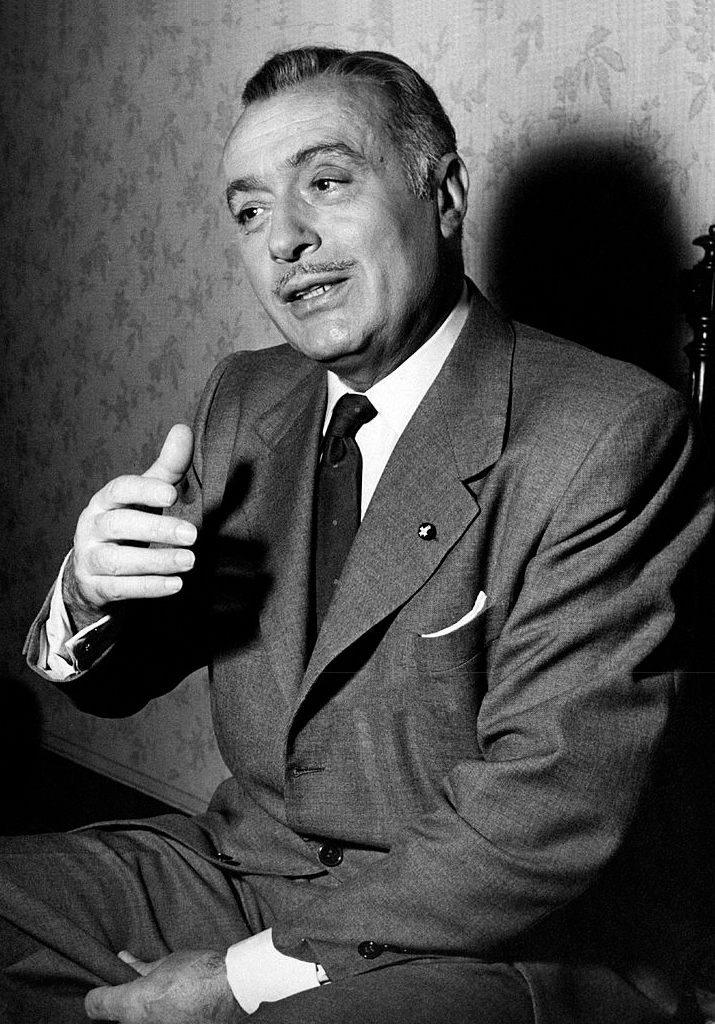
Charles Boyer en 1955

### Cinéma
- 1920 : L'Homme du large de Marcel L'Herbier : Guenn la Taupe
- 1921 : Chantelouve de Georges Monca et Rose Pansini : Roger de Thièvres
- 1922 : Esclave de Georges Monca et Rose Pansini : Claude Laporte
- 1922 : Le Grillon du foyer de Jean Manoussi : Édouard Caleb
- 1928 : La Ronde infernale de Luitz-Morat
- 1929 : Le Capitaine Fracasse de Alberto Cavalcanti et Henry Wulschleger
- 1929 : Barcarolle d'amour de Carl Froelich et Henry Roussell
- 1930 : Le Procès de Mary Dugan de Marcel De Sano
- 1930 : Big House ou (Révolte dans la prison) de Paul Fejos
- 1931 : The Magnificent Lie de Berthold Viertel
- 1932 : Tumultes de Robert Siodmak
- 1932 : Le Revenant (The Man from Yesterday) de Berthold Viertel
- 1932 : La Femme aux cheveux rouges (Red-Headed Woman) de Jack Conway
- 1933 : L'Épervier de Marcel L'Herbier
- 1933 : I.F 1 ne répond plus de Karl Hartl
- 1933 : Moi et l'Impératrice de Paul Martin et Friedrich Hollaender + la version anglaise The Only Girl
- 1934 : La Bataille de Nicolas Farkas + la version américaine The Battle / Thunder in the East
- 1934 : Caravane (Caravan) de Erik Charell (version française)
- 1934 : Liliom de Fritz Lang
- 1934 : Le Bonheur de Marcel L'Herbier
- 1934 : Cœur de tzigane (Caravan) d'Erik Charell (version américaine)
- 1935 : Mondes privés (Private worlds) de Gregory La Cava
- 1935 : Shanghai de James Flood
- 1935 : Cœurs brisés (Break of Hearts) de Philip Moeller
- 1936 : I Loved a Soldier de Henry Hathaway (film inachevé)
- 1936 : Mayerling d'Anatole Litvak
- 1936 : Le Jardin d'Allah (The Garden of Allah) de Richard Boleslawski
- 1937 : Le destin se joue la nuit (History Is Made at Night) de Frank Borzage
- 1937 : Marie Walewska (Conquest) de Clarence Brown
- 1937 : Cette nuit est notre nuit (Tovarich) de Anatole Litvak
- 1938 : Orage de Marc Allégret
- 1938 : Casbah (Algiers) de John Cromwell
- 1938 : Hollywood goes to down - court métrage - de Herman Hoffman
- 1939 : Elle et lui (Love affair) film de Leo McCarey
- 1939 : Le Corsaire de Marc Allégret - (film resté inachevé)
- 1939 : Veillée d'amour (When tomorrow comes) film de John M. Stahl
- 1940 : L'Étrangère (All this and heaven too) d'Anatole Litvak
- 1940 : Untel père et fils de Julien Duvivier (Narrateur version US : Heart of a nation)
- 1941 : Back Street de Robert Stevenson
- 1941 : Par la porte d'or (Hold Back the Dawn) de Mitchell Leisen
- 1941 : Rendez-vous d'amour - (Appointment for love) de William A. Seiter
- 1941 : Six Destins (Tales of Manhattan), film de Julien Duvivier
- 1941 : Destiny de Julien Duvivier et Reginald Le Borg - Uniquement coproducteur
- 1941 : Tessa, la nymphe au cœur fidèle (The Constant Nymph), d'Edmund Goulding
- 1943 : Obsessions (Flesh and Fantasy) de Julien Duvivier
- 1943 : Little isles of freedom - court métrage - Uniquement le narrateur
- 1944 : Hantise (Gaslight) de George Cukor
- 1944 : Coup de foudre (Together again) de Charles Vidor
- 1945 : Agent secret (Confidential Agent) de Herman Shumlin
- 1946 : La Bataille du rail de René Clément (Le narrateur, pour la version américaine "The battle of the rails")
- 1946 : La Folle Ingénue (Cluny Brown) d'Ernst Lubitsch : Adam Belinski
- 1948 : Vengeance de femme (A Woman's Vengeance) de Zoltan Korda
- 1948 : Arc de Triomphe (Arch of Triumph) de Lewis Milestone
- 1948 : Rêves et réalité - court métrage - d'Alin Pol
- 1951 : La Treizième Lettre (The 13th Letter) de Otto Preminger
- 1951 : La Première Légion (The First legion) de Douglas Sirk
- 1952 : Tonnerre sur le temple (Thunder in the East) de Charles Vidor
- 1952 : Sacré Printemps (The Happy Time) de Richard Fleischer
- 1953 : Madame de... de Max Ophüls, avec Danielle Darrieux et Vittorio De Sica : le général-comte de…
- 1953 : Boum sur Paris de Maurice de Canonge - (Simple apparition)
- 1955 : La Toile d'araignée (The Cobweb) de Vincente Minnelli
- 1955 : Nana de Christian-Jaque avec Martine Carol
- 1956 : La Chance d'être femme (La fortuna di essere donna) d'Alessandro Blasetti
- 1956 : Le Tour du monde en quatre-vingts jours (Around the World in Eighty Days), de Michael Anderson
- 1956 : Paris, Palace Hôtel d'Henri Verneuil
- 1957 : Une Parisienne de Michel Boisrond
- 1958 : Maxime d'Henri Verneuil
- 1958 : Les Boucaniers (The Buccaneer) d'Anthony Quinn : Dominique You
- 1961 : Fanny de Joshua Logan
- 1961 : Les Démons de minuit de Marc Allégret
- 1962 : Les Quatre Cavaliers de l'Apocalypse (Four Horsemen of the Apocalypse) de Vincente Minnelli
- 1962 : Adorable Julia (Julia, Du bist zauberhaft) de Alfred Weidenmann
- 1963 : Le Grand Duc et l'Héritière (Love Is a Ball) de David Swift
- 1965 : Le Coup de l'oreiller (A Very Special Favor) de Michael Gordon
- 1966 : Comment voler un million de dollars (How to steal a million) de William Wyler
- 1966 : Paris brûle-t-il ? de René Clément : le Dr Robert Monod
- 1967 : Casino Royale, de Val Guest, Ken Hughes, John Huston, Joseph McGrath et Robert Parrish : Le Grand
- 1967 : Pieds nus dans le parc (Barefoot in the Park), de Gene Saks : Victor Velasco
- 1968 : Le Rouble à deux faces (The Day the Hot Line Got Hot) d'Étienne Périer : Vostov
- 1969 : Folies d'avril (April fools) de Stuart Rosenberg : Andre Greenlaw
- 1969 : La Folle de Chaillot (The Madwoman of Chaillot) de Bryan Forbes : le courtier
- 1973 : Les Horizons perdus (Lost Horizon) de Charles Jarrott : The High Lama
- 1973 : Stavisky d'Alain Resnais : Le baron Jean Raoul
- 1976 : Nina (A Matter of Time) de Vincente Minnelli : Comte Sanziani

### Télévision

#### Téléfilm
- 1957 : There Shall Be No Night Dr Karoly Valkay

#### Séries télévisées
- 1952 - 1956 : Four Star Playhouse (30 épisodes) : personnages différents
- 1957 - 1958 : Alcoa Theatre (en) :
  - (saison, épisode : The Clock Strikes 12) : Homme
  - (saison, épisode : Even a Thief Can Dream) : Lemerrier
  - (saison, épisode : Guests for Dinner) : Dr Jacques Roland
- 1957 : Goodyear Theatre (Alternate Lead Player)
- 1962 : The Dick Powell Show (en) :
  - (saison, épisode : Days of Glory) : Carlos Morell
  - (saison, épisode : The Prison) : Andreas
- 1964 - 1965 : The Rogues (30 épisodes) : Marcel St. Clair
- 1969 : Les Règles du jeu (saison 2, épisode 4 : The Emissary) : Henri

## Théâtre
- 1919 : La Jeune Fille aux joues roses de François Porché, Théâtre Sarah-Bernhardt
- 1921 : La Cigale ayant aimé... de Lucien Népoty, Théâtre Antoine - Maurice
- 1921 : La Bataille de Pierre Frondaie d'après Claude Farrère, mise en scène Firmin Gémier, Théâtre Antoine - Hirata
- 1921 : L'Autre Fils de Pierre Decourcelle, Théâtre des Arts - Jacques Lormont
- 1922 : L'Insoumise de Pierre Frondaie, Théâtre Antoine
- 1922 : "Haya" de Herman Grégoire, Comédie des Champs Elysées
- 1923 : Le Voyageur de Denys Amiel, mise en scène Gaston Baty, Baraque la Chimère, Saint-Germain-en-Laye - Paul
- 1923 : L'Homme enchaîné d'Édouard Bourdet, Théâtre Femina - Philippe Darthez
- 1924 : Le Bien-aîmé de Jacques Deval, Théâtre de la Renaissance - Jean Arguedieu
- 1924 : La Galerie des glaces de Henry Bernstein, Théâtre du Gymnase - Charles Bergé
- 1925 : Simili de Claude Roger-Marx, mise en scène Edmond Roze, Théâtre du Vieux-Colombier - Raymond
- 1926 : Le Lit nuptial de Charles Méré, Théâtre de la Renaissance - Pierre Moreuil
- 1933 : Le Bonheur d'Henry Bernstein, mise en scène de l'auteur, Théâtre du Gymnase - Philippe Lutcher
- 1948 : Red Gloves de Jean-Paul Sartre, mise en scène Jed Harris, Mansfield Theatre, New York - Hoederer
- 1951 : Don Juan in Hell (en) de George Bernard Shaw, mise en scène Charles Laughton, New Century Theatre, New York, 1952 : Plymouth Theatre, New York - Don Juan
- 1953-1954 : Kind Sir de Norman Krasna, mise en scène Joshua Logan, Alvin Theatre, New York - Philip Clair
- 1958-1960 : The Marriage-Go-Round de Leslie Stevens, mise en scène Joseph Anthony, Plymouth Theatre, New York - Paul Delville
- 1962-1963 : Lord Pengo de S.N. Behrman, mise en scène Vincent J. Donehue, Royale Theatre, New York - Lord Pengo
- 1963 : Man and Boy de Terence Rattigan, mise en scène Michael Benthall, Brooks Atkinson Theatre, New York - Gregor Antonescu

## Distinctions
- 1938 : nomination à l'Oscar du meilleur acteur pour Marie Walewska
- 1939 : nomination à l'Oscar du meilleur acteur pour Casbah
- 1943 : Oscar d'honneur[19]'[20]
- 1945 : nomination à l'Oscar du meilleur acteur pour Hantise
- 1949 : Donaldson Awards meilleur espoir masculin pour la pièce Red Gloves de Jean-Paul Sartre
- 1952 : Tony Award spécial pour Don Juan in Hell[21]
- 1953 : nomination au Globen Globe du meilleur acteur dans un film dramatique pour Sacré printemps
- 1957 : nomination à l'Emmy Award du meilleur acteur dans une série dramatique pour Four Star Playhouse
- 1962 : nomination à l'Oscar du meilleur acteur pour Fanny
- 1963 : nomination au Tony Award du meilleur comédien (Best Actor in play) pour Lord Pengo

### Décoration
- 1948 :  Chevalier de la Légion d'honneur[réf. souhaitée]

### Hommage
- Le personnage principal du film Cortex interprété par André Dussollier porte le nom de Charles Boyer.